# Bhoothanahalli, Madhugiri
Bhoothanahalli là một làng thuộc tehsil Madhugiri, huyện Tumkur, bang Karnataka, Ấn Độ.